# Ashikaga Yoshizumi
Ashikaga Yoshizumi (足利 義澄?   15 de enero de 1481 - 6 de septiembre de 1511) fue el undécimo shōgun del shogunato Ashikaga y gobernó entre 1494 y 1508 en Japón. Fue el hijo de Ashikaga Masatomo y nieto del sexto shogun Ashikaga Yoshinori.
Adoptado por el octavo shogun Ashikaga Yoshimasa, fue convertido en shogun por Hosokawa Masato al arrebatar el título del décimo shogun Ashikaga Yoshitane. No obstante en 1508 Yoshitane recupera el título de shogun.
Su hijo Ashikaga Yoshiharu y nieto Ashikaga Yoshihide se convertirían en shogunes (12º y 14º respectivamente).

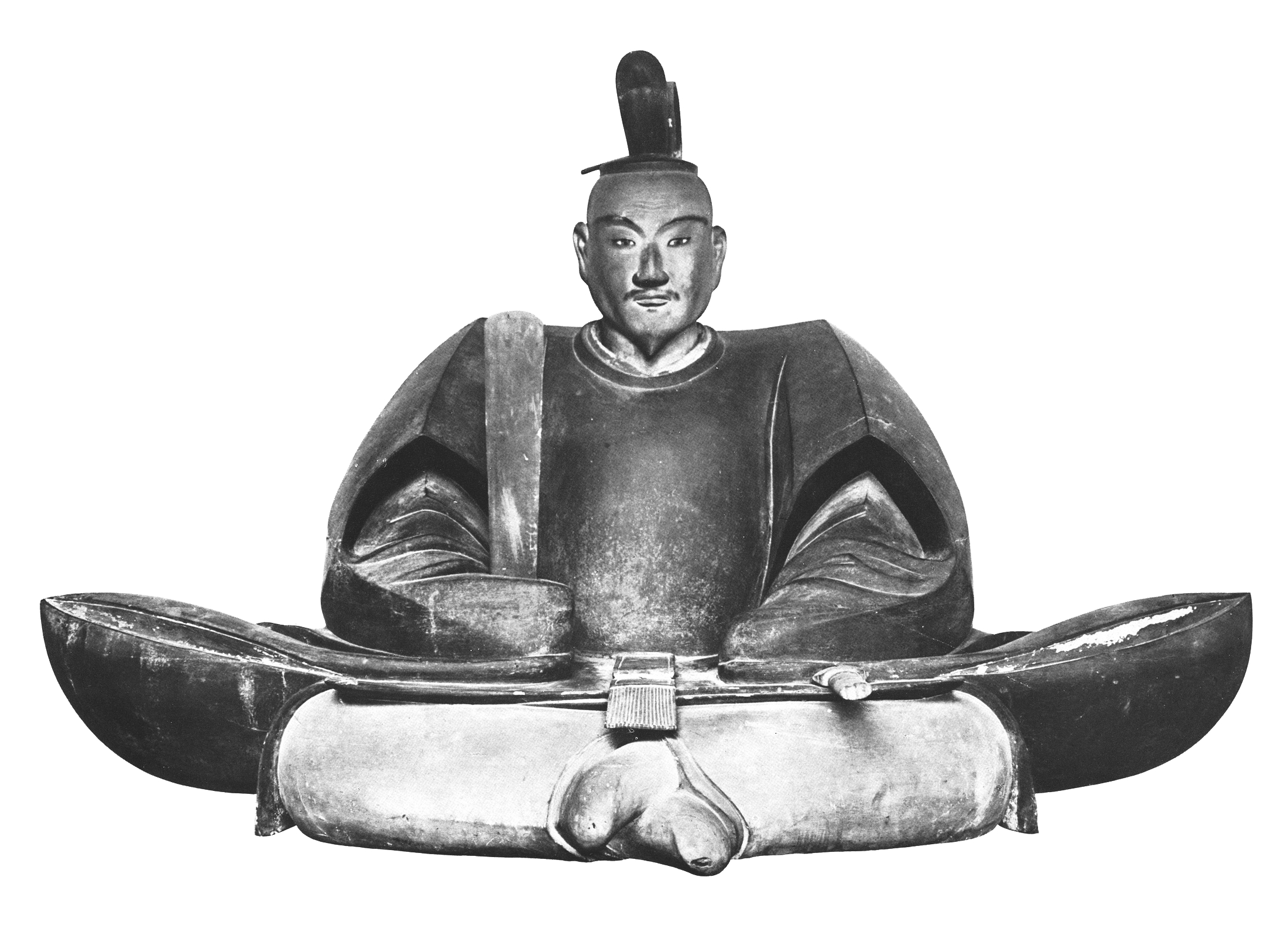
Ashikaga Yoshizumi.

| Predecesor: Ashikaga Yoshitane | Shogun Ashikaga 1494 - 1508 | Sucesor: Ashikaga Yoshitane |

- Datos: Q466281
- Multimedia: Ashikaga Yoshizumi / Q466281